# Yosuke Suzuki

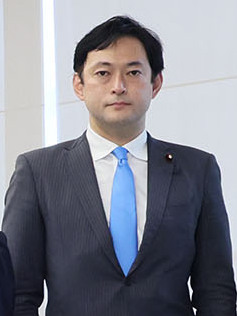

Yosuke Suzuki (鈴木 庸介, geboren am 21. November 1975) ist ein japanischer Politiker der Konstitutionell-Demokratischen Partei und Mitglied des Repräsentantenhauses (1. Amtszeit).

## Biografie
Geboren in Kitaotsuka, Toshima-ku, Tokio. Während seines Studiums an der Fakultät für Wirtschaftswissenschaften an der Rikkyo-Universität war er Kapitän des Wrestling-Clubs. Nach seinem Universitätsabschluss ging er als Reporter zu NHK. Seine Masterabschlüsse hat Suzuki an der Columbia-Universität in New York und der London School of Economics erworben.
Im Dezember 2015 wurde er von der Demokratischen Partei Japans zum Vorsitzenden des 10. Bezirks Tokios ernannt.
Im Oktober 2016 kandidierte er im 10. Bezirk zur Wahl ins Repräsentantenhaus, unterlag jedoch dem Kandidaten der Liberaldemokratischen Partei.
Am 28. September 2017 beschloss die Demokratische Partei, sich der von Yuriko Koike geführten Partei der Hoffnung anzuschließen, ohne einen offiziellen Kandidaten für die 48. Parlamentswahlen zum Repräsentantenhaus aufzustellen. Am 2. Oktober kündigte Yukio Edano, damals amtierender Vorsitzender der Demokratischen Partei Japans an, die Konstitutionell-Demokratischen Partei zu gründen. Am selben Tag kündigte Suzuki in einer gemeinsamen Pressekonferenz mit anderen Bezirks-Vorsitzenden der Demokratischen Partei an, für die Konstitutionell-Demokratischen Partei zu kandidieren.
Bei den Parlamentswahlen zum 49. Repräsentantenhaus im Oktober 2021 wurde Suzuki als Kandidat der Konstitutionell-Demokratischen Partei in das Repräsentantenhaus gewählt. Am 17. und 18. März 2022 nahm er als Repräsentant des japanischen Unterhauses am OECD Treffen teil.
Am 26. Juli 2022 verwarnte die Konstitutionell-Demokratische Partei Suzuki, der im Namen des Generalsekretärs in die Ukraine einreiste, obwohl eine Evakuierungswarnung herausgegeben wurde. Er beschloss, seine Parteiposten für einen Monat zu suspendieren.

## Politik

### Verfassungsfragen
- In Bezug auf die Verfassungsänderung antwortete er im Fragebogen von 2017: „Ich stimme nicht zu.“[11] Im Fragebogen 2021 antwortete er: „Ich stimme zu.“[12]
- Hinsichtlich der Verabschiedung sicherheitsrelevanter Gesetze in 2017 antworteten er, keine Bewertung abgeben zu werden.[11]
- Bezüglich der Spezifizierung der Selbstverteidigungskräfte in Artikel 9 der Verfassung hat er im Fragebogen 2021 mit „Nein“ geantwortet.[11]

### Geschlechterfragen
- In Bezug auf die Einführung des Systems der ehelichen Nachnamentrennung antwortete der Fragebogen 2017: „Ich stimme zu“.[11] Im Fragebogen 2021 hat er mit „Zustimmung“ geantwortet.[12]
- In Bezug auf die Überarbeitung des Gesetzes, das die gleichgeschlechtliche Ehe ermöglicht, antwortete er im Fragebogen 2021 mit „Ich stimme zu“.[13]
- Auf die Frage „Sollte ein verständnisvolles Fördergesetz für sexuelle Minderheiten wie LGBT frühzeitig verabschiedet werden?“ antwortete er mit „Ich stimme zu“[12]
- Bezüglich der Einführung des Quotensystems hat im Fragebogen 2021 mit „Ja“ geantwortet.[13]

### Sonstiges
- Auf die Frage „Was sollen wir in Zukunft gegen unsere Abhängigkeit von Atomkraft tun?“ haben wir im Fragebogen 2021 mit „Null“ geantwortet.[13]
- Als Maßnahme gegen das neue Coronavirus sei eine vorübergehende Senkung des Verbrauchsteuersatzes „notwendig“.[13]
- In Bezug auf Abenomics antwortete er im Fragebogen von 2017: „Ich würde es lieber bewerten.“[11]
- In Bezug auf die Antwort des Kabinetts Abe auf das Moritomo-Gakuen-Problem und das Kake-Gakuen-Problem antwortete er im Fragebogen 2017 mit „nicht ausgewertet“.[11]
- Japan hat aufgrund von Corona zunächst keine ukrainischen Flüchtlinge aufgenommen. Suzuki setze sich hierfür am 1. März 2022 in einer Sitzung des Rechtsausschusses ein[14][15]. Der Justizminister erkläre sich infolgedessen noch in der Sitzung bereit, das Anliegen auf „Eigene Verantwortung hin“ umzusetzen. Am folgenden Tag kündigte Premierminister Kishida an, ukrainische Flüchtlinge aufzunehmen.[16]